# Пажитник простёртый
Па́житник лежа́чий, или Па́житник простёртый (лат. Trigonélla procúmbens) — однолетнее растение, вид рода Пажитник (Trigonella) семейства Бобовые (Fabaceae).
Произрастает в Центральной и Восточной Европе, на Кавказе. На территории России встречается в чернозёмных областях европейской части и на Северном Кавказе, а также в Восточной Сибири.
Растёт на влажных, иногда болотистых местах.

## Ботаническое описание
Однолетнее травянистое растение высотой 30—80 см.
Стебель ветвистый, слабый, лежачий или приподнимающийся, реже почти прямой.
Листья острозубчатые. Прилистники от треугольно-продолговато-ланцетных до узколинейных. Цветоносы длиннее листьев.
Соцветие густое, 20—30-цветковое, в цвету почти головчатое, при плодах вытягивающееся, продолговато-овальное и довольно рыхлое. Чашечка вдвое короче венчика; зубцы её равны трубочке. Венчик длиной 5—6 мм, бледно-голубой.
Плод — боб длиной 5—6 мм, односемянный, продолговатый, обратнояйцевидно-ромбический, с выдающимися жилками, в четыре раза длиннее трубки чашечки, постепенно переходящий в носик. Семена довольно мелкие, продолговатые, бугорчатые.
Цветёт в июне — июле. Плодоношение в мае — июле.